# 麦斯武德
麦斯武德·沙布里（1888年—1952年）（維吾爾語：مەسئۇت سابرى‎），维吾尔族，新疆伊宁人。新疆省政府主席，中国国民党党员，教育家、医生，泛突厥主义者。

## 生平
麦斯武德是中国新疆省阿图什富商玉山巴依的孙子，富商兼大地主沙比尔（巴哈·艾丁，是玉山巴依阿吉的小儿子）的儿子。玉山巴依因为做生意，曾游历欧洲的巴黎、柏林、莫斯科、君士坦丁堡（今伊斯坦布尔）等地，因受伊斯兰教影响，很喜欢君士坦丁堡。麦斯武德早年畢業於伊犁伊斯蘭專門學校。1904年，麦斯武德赴土耳其留学，进入土耳其哈美的耶学校（一说为土耳其的軍校）学习，1907年毕业。随後进入君士坦丁堡大学自然科學部学习，1911年结業，1914年獲醫學士學位。其间接受了泛突厥主义思想，并憎恶与奥斯曼土耳其为敌的俄国。
1915年麦斯武德回新疆，带来几位土耳其人在新疆伊宁开设阿爾泰醫院。1916年，麦斯武德在伊犁设立了一所“扎吉德”学校，这是他创办的首所新式学校。1917年俄国十月革命发生，麦斯武德十分厌恶苏俄的共产主义理论及其革命，尤其反感苏俄中亚地区苏维埃政权依照共产主义原则推行的“农业革命”。为抵制共产主义思潮对新疆的影响，麦斯武德又出资创办了“土兰”（又译“圖冉”）、“德尔乃克”、“东迈亥莱”等等“扎吉德”学校，共两千余名学生，全部使用土耳其文授课，在课堂上宣传泛突厥主义和泛伊斯兰主义。包尔汉回忆道，麦斯武德曾在新式学校里教育学生说：“我们的祖先是土耳其人。”新疆统治者杨增新认为麦斯武德办的学校危害社会稳定，故将这些学校查封。1924年，麦斯武德因被指控参与革命而被杨增新逮捕入狱，关押10个月。获释后回到伊犁继续投身教育事业。

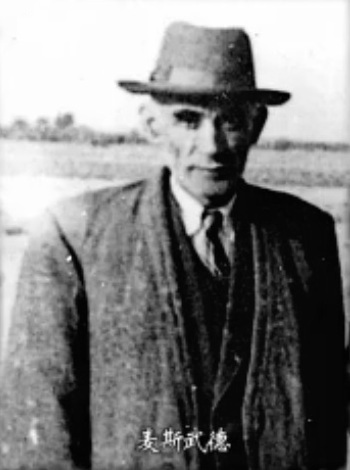
麦斯武德

1933年新疆爆发军阀混战后，1934年麦斯武德赴阿克蘇，充任地方军阀麻木提师长的政治顾问。同年麻木提被打敗後，麦斯武德亦出走印度。1935年，麦斯武德赴南京参加中国国民党，因为控诉盛世才亲俄亲共，获得南京国民政府重用。同年作为新疆省代表出席中国国民党第五次全国代表大会，当选为中国国民党中央执行委员会委员。此后历任参谋本部边务研究所教授、边务组专门委员。1937年抗日戰争爆發後，随国民政府西迁，最终抵达陪都重庆。1938年到1940年，麦斯武德任国民参政会参政员。他還曾任国民政府委员、制憲國民大會代表。在南京、重庆，与先后投奔国民政府的穆罕默德·伊敏、艾沙结为一气，打出“中国突厥斯坦”的旗号，宣传“突厥民族”“高度自治”。
1945年9月，张治中来新疆与三区革命政府谈判，麦斯武德随行回新疆。1946年新疆省联合政府成立后，他被张治中保举为新疆监察使。1947年，张治中辞去所兼新疆省政府主席职务，推荐麦斯武德接任。这一任命受到三区革命方面坚决反对，成为新疆省联合政府解体的导火索。1947年5月28日，新任新疆省政府主席麥斯武德宣誓就職典禮與新疆省參議會成立典禮，在迪化市合併舉行。:8363当时，穆罕默德·伊敏出任新疆省政府副主席，艾沙出任秘书长，形成了以麦斯武德、伊敏、艾沙为首的政治派别。同年，蒙古人民共和国借口新疆烏斯滿部侵佔邊境，進攻新疆北塔山，與守軍發生衝突。:83631947年7月19日任國民大會代表立法院立法委員新疆省選舉事務所主任委員。:8385-83861947年到1948年在新疆省政府主席任内，麦斯武德曾组织军队进攻三区革命的根据地。
中华人民共和国成立后，麦斯武德于1951年4月被逮捕，后软禁在家，并在家中病逝。

## 家庭
- 子：麦焕新
- 侄子：哈美新。麦斯武德任新疆省政府主席时，委派侄子哈美新任美国驻迪化领事馆秘书。哈美新利用各种社会关系，搜集了大批有关“三区革命”的情报，随时提供给美国驻迪化领事派克斯顿。[11]